# Åland címere

Åland címere

Åland címere kék színű pajzs, rajta egy arany gímszarvassal. A pajzson svéd heraldika szerinti bárói korona nyugszik. 
A címer erős hasonlóságot mutat Öland jelképével. A címert 1560-ban adományozta I. Gusztáv svéd király. 